# Allocyclops sakitii
Allocyclops sakitii – gatunek widłonoga z rodziny Cyclopidae. Opisali go w 2015 roku biolodzy Frank Fiers z Królewskiego Instytutu Nauk Przyrodniczych Belgii i Moïssou Lagnika z Université d’Abomey-Calavi w Beninie. Miejsce typowe to Benin, Addrodji w gminie Lokossa, zlewnia Mono Couffo, studnia P2 (współrzędne 6°42′29,2″N 1°48′11,9″E/6,708111 1,803306).